# UFC 5
UFC 5: The Return of the Beast foi um evento de artes marciais mistas promovido pelo Ultimate Fighting Championship, ocorrido em 7 de abril de 1995 no Independence Arena em Charlotte, Estados Unidos. O evento foi transmitido em pay-per-view nos Estados Unidos e depois foi lançado em VHS.

## Background
O UFC 5 usou um formato de torneio de oito lutadores com o vencedor recebendo US$ 50.000. O evento também contou com a primeira Superluta do UFC, bem como duas lutas alternativas, que não foram exibidas na transmissão ao vivo do pay-per-view. O torneio não tinha classes ou limite de peso e as lutas tinham que terminar por finalização, desistência, nocaute ou paralisação do árbitro e, portanto, não havia juízes. Os juízes de luta e as classes de peso finalmente se tornariam parte da estrutura do UFC no UFC 8 e no UFC 12, respectivamente.
A Superluta era a atração principal e o vencedor dessa luta se tornaria o atual campeão do UFC. Consistia nos rivais Royce Gracie e Ken Shamrock se enfrentando na luta mais esperada da história do UFC até aquela data, que levou à maior taxa de compra de pay-per-view que o UFC havia alcançado. Até este ponto, a única derrota de Ken Shamrock no UFC foi para Royce Gracie no UFC 1. Infelizmente para os fãs, a luta resultante foi classificada como uma das piores lutas da história do MMA, muitas vezes descrita como "chata" e "35 minutos de Ken Shamrock deitado em cima de Royce Gracie."
O UFC 5 foi o primeiro evento do UFC a apresentar qualquer tipo de limite de tempo desde o UFC 1. Um limite de tempo de 20 minutos foi imposto para as lutas das quartas de final e semifinais do torneio. As finais do torneio e da Superluta tiveram o tempo limite de 30 minutos. A Superluta durou 31 minutos antes de incorporar uma decisão imediata de estender a luta por mais cinco minutos. Como ainda não havia vencedor, a partida foi declarada empatada.
No torneio do evento, Dan Severn venceu nas finais ao derrotar Dave Beneteau por finalização. O árbitro da noite foi 'Big' John McCarthy.
Este evento do UFC foi o último com o envolvimento do co-criador do UFC, Rorion Gracie, aparentemente por causa da introdução de limites de tempo, que contrariava o ethos de jiu-jitsu brasileiro de sua família em que as lutas deveriam terminar. Gracie e seu parceiro Art Davie mais tarde venderam a WOW Promotions, co-promotoras do evento, para o parceiro da WOW, Semaphore Entertainment Group. Royce Gracie também encerrou seu envolvimento após a saída de Rorion até seu retorno para o UFC 60.
Este evento viu a implementação de um limite de tempo de luta para apresentar todo o evento no tempo de satélite alocado. O evento durou 2 horas e 40 minutos, o que foi 40 minutos "acima" do horário programado, mas o UFC comprou 3 horas de pay-per-view via satélite em preparação. Isso foi diferente do UFC 4, onde muitos provedores de PPV interromperam o evento após as primeiras 2 horas.
Com este evento, muitos dos lutadores receberam apelidos, entre eles:
- Dan Severn - The Beast
- Oleg Taktarov – The Russian Bear
- Todd Medina – El Tiburón
- Joe Charles - The Ghetto Man
- Jon Hess – The Giant With an Attitude

## Resultados

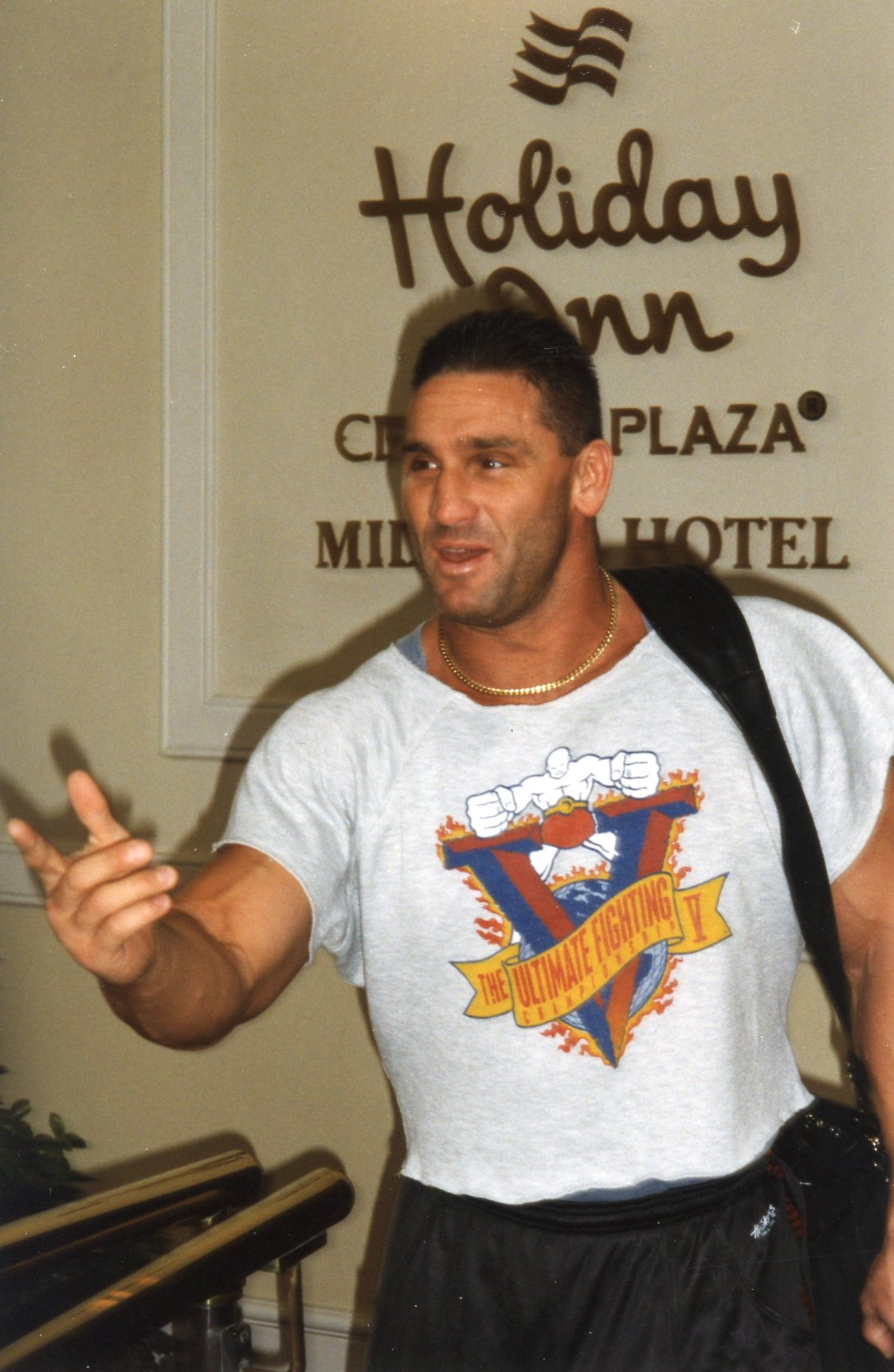
Ken Shamrock, visto usando a camiseta do evento, lutou com Royce Gracie por mais de 30 minutos, determinando um empate.

Nota 1 Pelo Cinturão Superfight do UFC; Gracie e Shamrock lutaram por 36 minutos, então foi declarado empate pois não haviam jurados. Esse foi um novo recorde de tempo de uma luta do UFC.
Nota 2 Beneteau substituiu Jon Hess, que havia quebrado sua mão durante sua primeira luta.

## Chave do Torneio
|  | Quartas de Final | Quartas de Final                   | Quartas de Final |                                    |        | Semifinal                     | Semifinal | Semifinal |  |  | Final | Final | Final |  |
|  |                  |                                    |                  |                                    |        |                               |           |           |  |  |       |       |       |  |
|  | Estados Unidos   | Jon Hess (Kung Fu San Soo)         | TKO              |                                    |        |                               |           |           |  |  |       |       |       |  |
|  | Estados Unidos   | Jon Hess (Kung Fu San Soo)         | TKO              |                                    |        |                               |           |           |  |  |       |       |       |  |
|  | Estados Unidos   | Andy Anderson (Taekwondo)          | 1:23             |                                    |        |                               |           |           |  |  |       |       |       |  |
|  | Estados Unidos   | Andy Anderson (Taekwondo)          | 1:23             |                                    | Canadá | Dave Beneteau [a] (Wrestling) | TKO       |           |  |  |       |       |       |  |
|  |                  |                                    |                  |                                    | Canadá | Dave Beneteau [a] (Wrestling) | TKO       |           |  |  |       |       |       |  |
|  |                  |                                    | Estados Unidos   | Todd Medina (Kung Fu Jeet Kune Do) | 2:12   |                               |           |           |  |  |       |       |       |  |
|  | Estados Unidos   | Todd Medina (Kung Fu Jeet Kune Do) | Estados Unidos   | Todd Medina (Kung Fu Jeet Kune Do) | 2:12   | TKO                           |           |           |  |  |       |       |       |  |
|  | Estados Unidos   | Todd Medina (Kung Fu Jeet Kune Do) |                  |                                    |        |                               |           |           |  |  |       |       |       |  |
|  | Estados Unidos   | Larry Cureton (Kickboxing)         | 2:55             |                                    |        |                               |           |           |  |  |       |       |       |  |
|  | Estados Unidos   | Larry Cureton (Kickboxing)         | 2:55             |                                    | Canadá | Dave Beneteau (Wrestling)     | 3:01      |           |  |  |       |       |       |  |
|  |                  |                                    |                  |                                    |        |                               |           |           |  |  |       |       |       |  |
|  |                  |                                    | Estados Unidos   | Dan Severn (Wrestling)             | FIN    |                               |           |           |  |  |       |       |       |  |
|  | Rússia           | Oleg Taktarov (Sambo)              | Estados Unidos   | Dan Severn (Wrestling)             | FIN    | FIN                           |           |           |  |  |       |       |       |  |
|  | Rússia           | Oleg Taktarov (Sambo)              |                  |                                    |        |                               |           |           |  |  |       |       |       |  |
|  | Estados Unidos   | Ernie Verdicia (Kenpō)             | 2:23             |                                    |        |                               |           |           |  |  |       |       |       |  |
|  | Estados Unidos   | Ernie Verdicia (Kenpō)             | 2:23             |                                    | Rússia | Oleg Taktarov (Sambo)         | 4:21      |           |  |  |       |       |       |  |
|  |                  |                                    |                  |                                    | Rússia | Oleg Taktarov (Sambo)         | 4:21      |           |  |  |       |       |       |  |
|  |                  |                                    | Estados Unidos   | Dan Severn (Wrestling)             | TKO    |                               |           |           |  |  |       |       |       |  |
|  | Estados Unidos   | Dan Severn (Wrestling)             | Estados Unidos   | Dan Severn (Wrestling)             | TKO    | FIN                           |           |           |  |  |       |       |       |  |
|  | Estados Unidos   | Dan Severn (Wrestling)             |                  |                                    |        |                               |           |           |  |  |       |       |       |  |
|  | Estados Unidos   | Joe Charles (Judô)                 | 1:38             |                                    |        |                               |           |           |  |  |       |       |       |  |

- a. ^  Jon Hess foi multado em U$2 000 por faltas cometidas em sua luta. Ele abandonou devido a uma lesão na mão, e foi substituído por Dave Beneteau.

## Ligações Externas
- UFC.com: UFC 5 - Return of the Beast
- UFC 5 no Sherdog